# ジュゼッペ・カスティリオーネ
ジュゼッペ・カスティリオーネ(Giuseppe Castiglione、1688年7月19日 - 1766年7月17日、中国名郎世寧〈ろうせいねい　Láng Shìníng〉)は、イタリアのミラノ生まれのイエズス会宣教師、画家である。27歳まではヨーロッパで熱心なキリスト教徒として生活しながら絵を学び、1715年8月に宣教師として中国に渡った。清朝の宮廷画家として康熙帝、雍正帝、乾隆帝に仕え、西洋画の技法を中国へと伝え、美術や建築に影響を与えた。絵画作品では乾隆帝大閲図、ジュンガル討伐戦の情景画、香妃肖像画などが有名である。バロック様式を取り入れた離宮である円明園西洋楼を設計した。

## 略歴
カスティリオーネはミラノに生まれた。ボローニャ派の伝統に従ったプロの画家としての訓練を積み、アンドレア・ポッツォに直接学んだわけではないが、その影響を受けていた。1707年にジェノヴァのイエズス会の会士となったが、司祭ではなく修士であり、中国で画家として働く任務を与えられた。1709年にコインブラに移り、そこでも画家として活躍したらしいが、作品は残っていない。1715年に1年4ヶ月間の長期航海を経て、清朝時代の中国へ渡った。中国名である郎世寧の名を名乗るようになり、紫禁城へ入ってからは琺瑯器の製作や「中国風景図」を創作した。1716年には年希堯と共著で『視学』を出した。これは史上初の中国における西洋絵画の焦点透視法を紹介した専門書である。
紫禁城は清朝皇帝が至高の権力者となった際に中心となった城であり、そこに西洋人画家が入っているのは極めて異色であった。キリスト宣教師でもあったカスティリオーネは、自身の持つ芸術的な才能を用いて中国の民衆を啓蒙したとされる。
康熙帝の崩御後、雍正帝はキリスト教を禁止し、宣教師をマカオに追放したが、北京の宮廷にいる宣教師は引き続き仕えることができた。乾隆帝にはまだ皇子だったころから仕えており、とくに重用された。
雍正帝と乾隆帝は円明園の大々的な拡張を行い、カスティリオーネはその設計に参加した。
長年の乱世を経て郎世寧の作品は世界各地に散逸したが、半分以上は未だ中国大陸と台湾に残っている。しかし現在の美術界はさほど評価はしていない。
1766年に北京で没し、侍郎の官位を贈られた。

## 代表作品

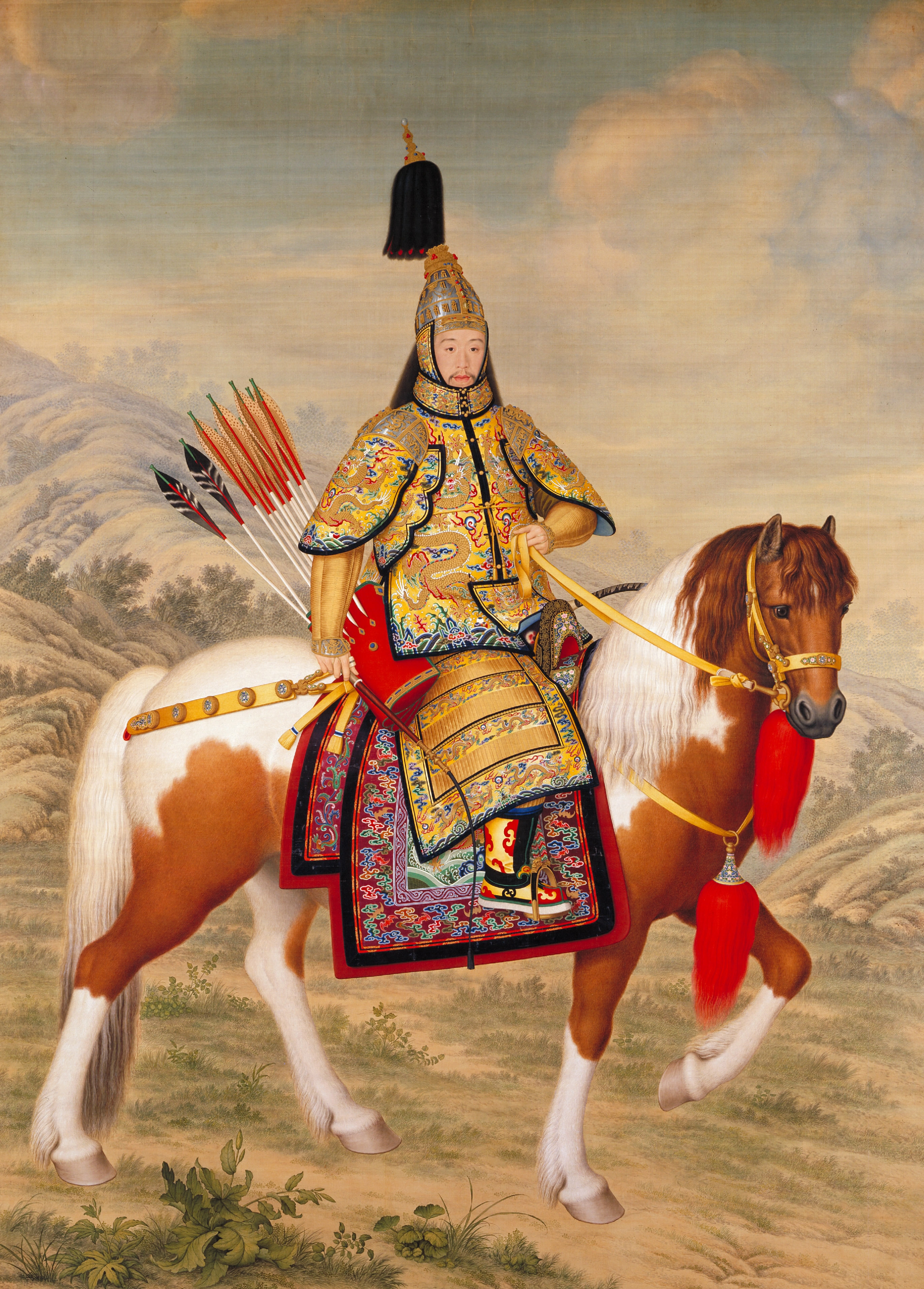
ジュゼッペ・カスティリオーネが描いた「儀礼用甲冑を着けた乾隆帝」 (1739年か1758年)

康熙年間の作品は残っておらず、雍正元年に描かれた静物画「聚瑞図」が現存する作品でもっとも古い。雍正年間には有名な「百駿図」をはじめとして多くの馬の絵も描かれた。乾隆年間はもっとも多産であり、乾隆元年に乾隆帝・皇后・11人の貴妃を描いた「心写治平」（クリーブランド美術館蔵）、乾隆帝の外征や外国の帰順などの歴史的場面を描いた作品などがある。
カスティリオーネは西洋画と中国の伝統的な絵画を折衷させた独特の様式を発達させた。当時の中国人の趣味に合わせて、肖像画は常に正面から描き、陰影はつけなかった。また絹や宣紙に膠状の顔料で絵を描く必要があった。
カスティリオーネは西洋から清にわたった画家としてもっとも優れていたが、乾隆帝の宮廷にはカスティリオーネ以外にもジャン＝ドニ・アティレら4人の西洋人が働いており、また西洋人に学んだ中国人画家もいた。カスティリオーネの名前を冠していても、実際にはこれらの画家との共同製作も少なくないことに注意しなければならない。
下にある「乾隆皇帝朝服像」は乾隆帝自ら郎世寧に依頼し描かせた肖像画である。史上初めて描かれた正式な正面朝服肖像画であった。正面から照らす光を採り、側面からの光による強烈な明と暗の対比を避けることで精錬で柔和な表情に見せるよう描いてある。さらに皇帝と皇后、皇妃、皇嬪の肖像画絵巻も作らせ、「心写治平図」の題をつけた。
下にある「百駿図」であるがこれは雍正皇帝の50歳の誕生日のために描かれた絵である。郎世寧はこの絵を制作するにあたって馬苑に赴き、馬の世話を積極的に行ったとされる。1728年の春に下絵が完成し、1728年の夏に仕上げられた作品。誕生日祝いにおいて「百」は100歳まで生きる、不老不死の意味合いがあるため皇帝から非常に評価された。
下にある「心写治平図巻」であるが、名の通り絵巻である。開くとまず乾隆帝の肖像画、次に皇后、そして貴妃、純妃、嘉妃、令妃、舒妃、廣妃、穎嬪、忻嬪、惇妃、順妃、循妃と11人が並ぶ。乾隆帝の肖像画の横には乾隆帝自ら「乾隆元年八月吉日」と書いた。この絵を描くに当たって郎世寧が妃嬪達をよく観察し特徴を捉え下絵を完成させた際、下絵を妃嬪達に見せた。すると妃嬪達はお互いの絵を比べ似ているかよりも美しく描かれているかを見合い嫉妬し合ってしまった。困り果てた郎世寧は方法を変えた。まず一枚の標準女性の肖像画を完成させ、それを複製し、それに各々の特徴を加え修正してそれぞれの肖像画を作り上げたのである。結果、妃嬪達はみな美しく描かれ大変喜んだものの、姉妹のようにそっくりな肖像になってしまったのである。

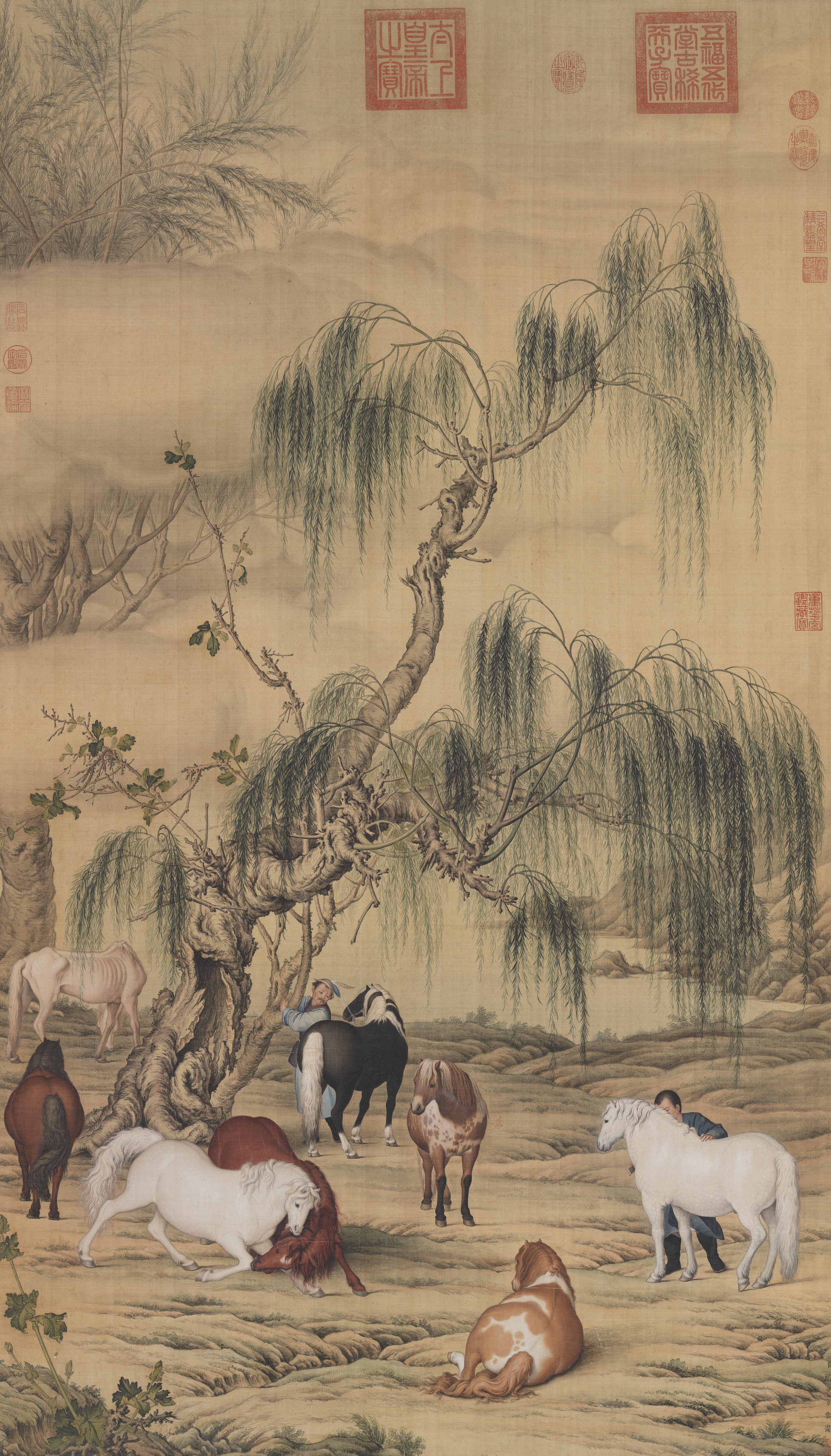
八駿図
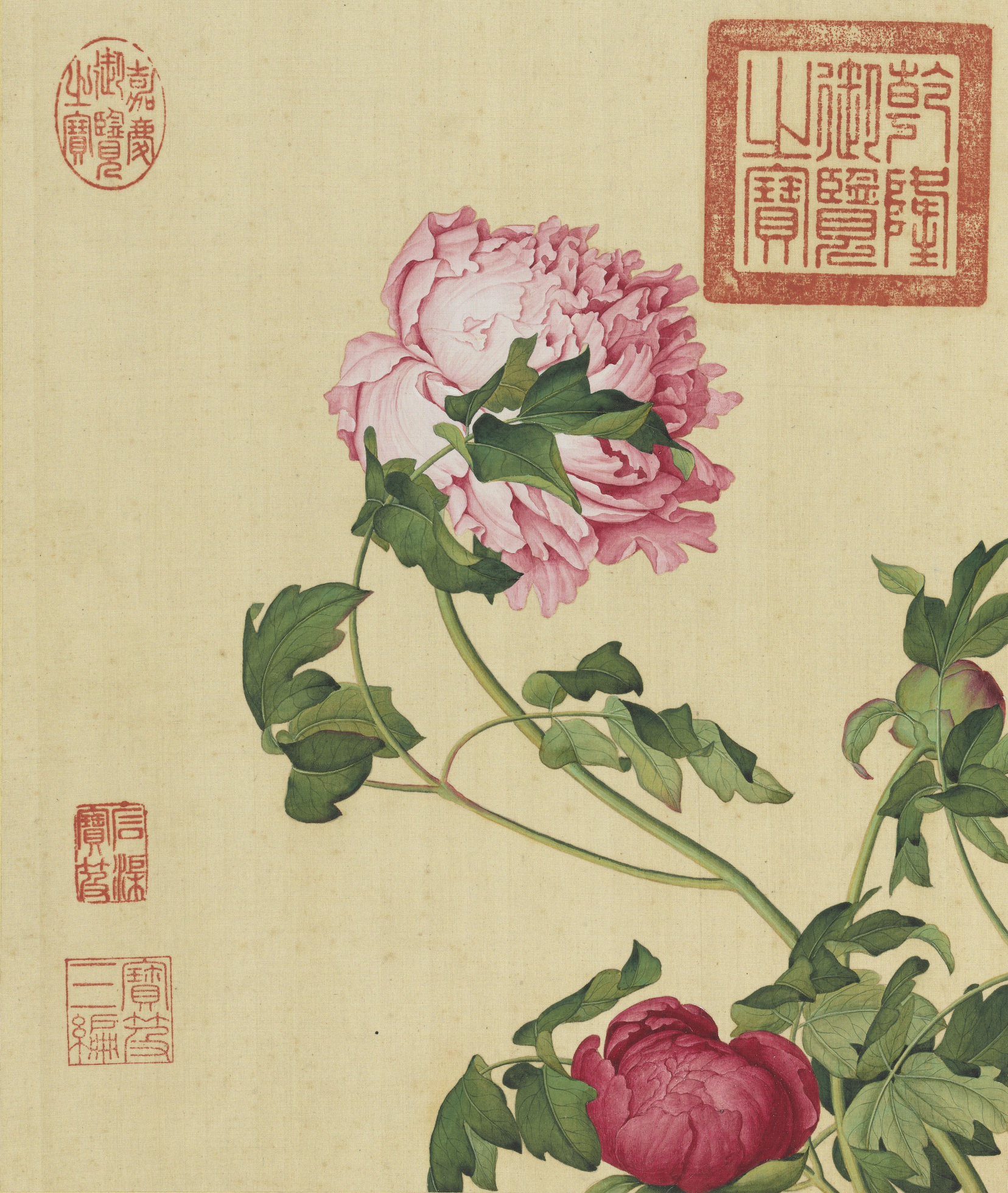
牡丹図
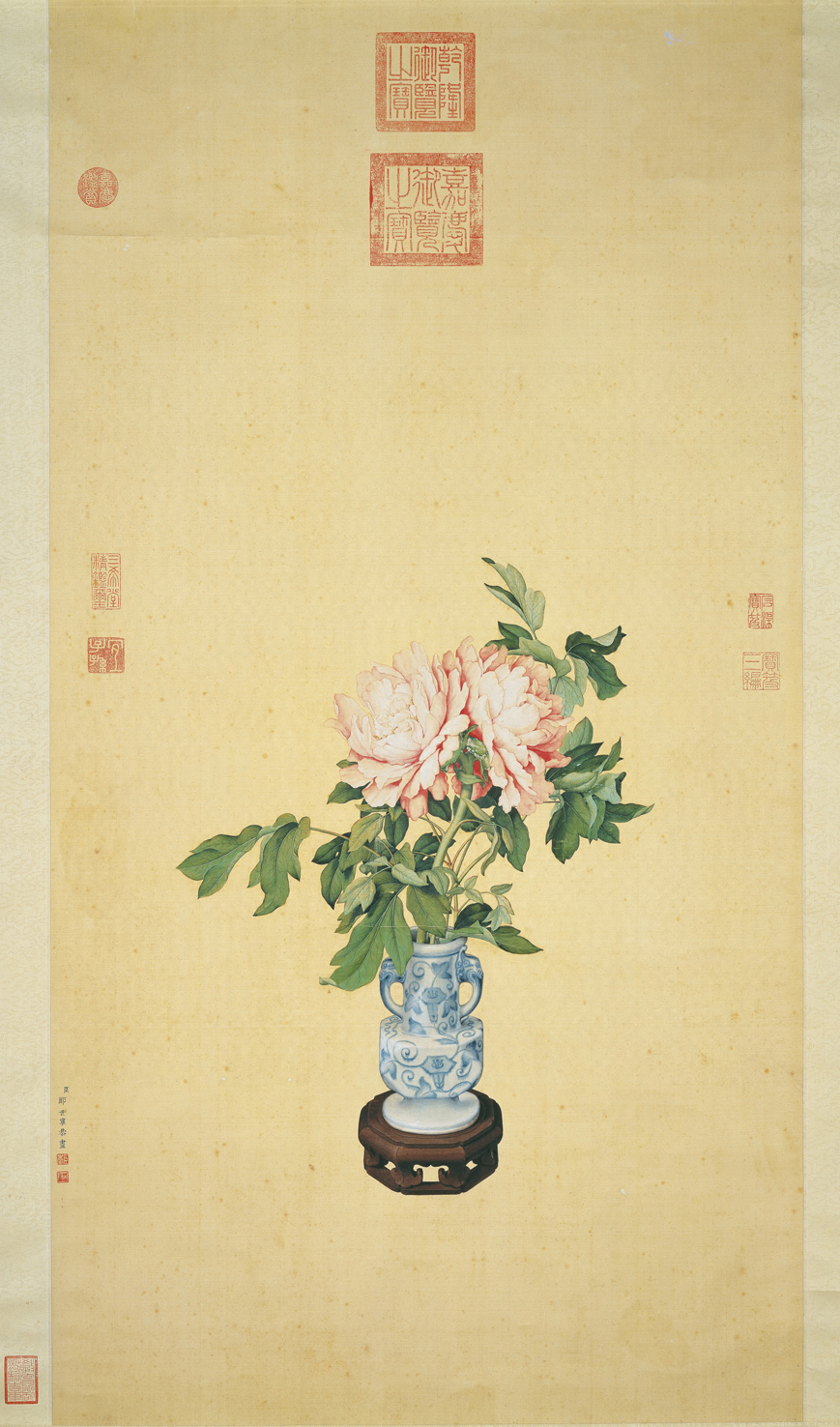
瓶花
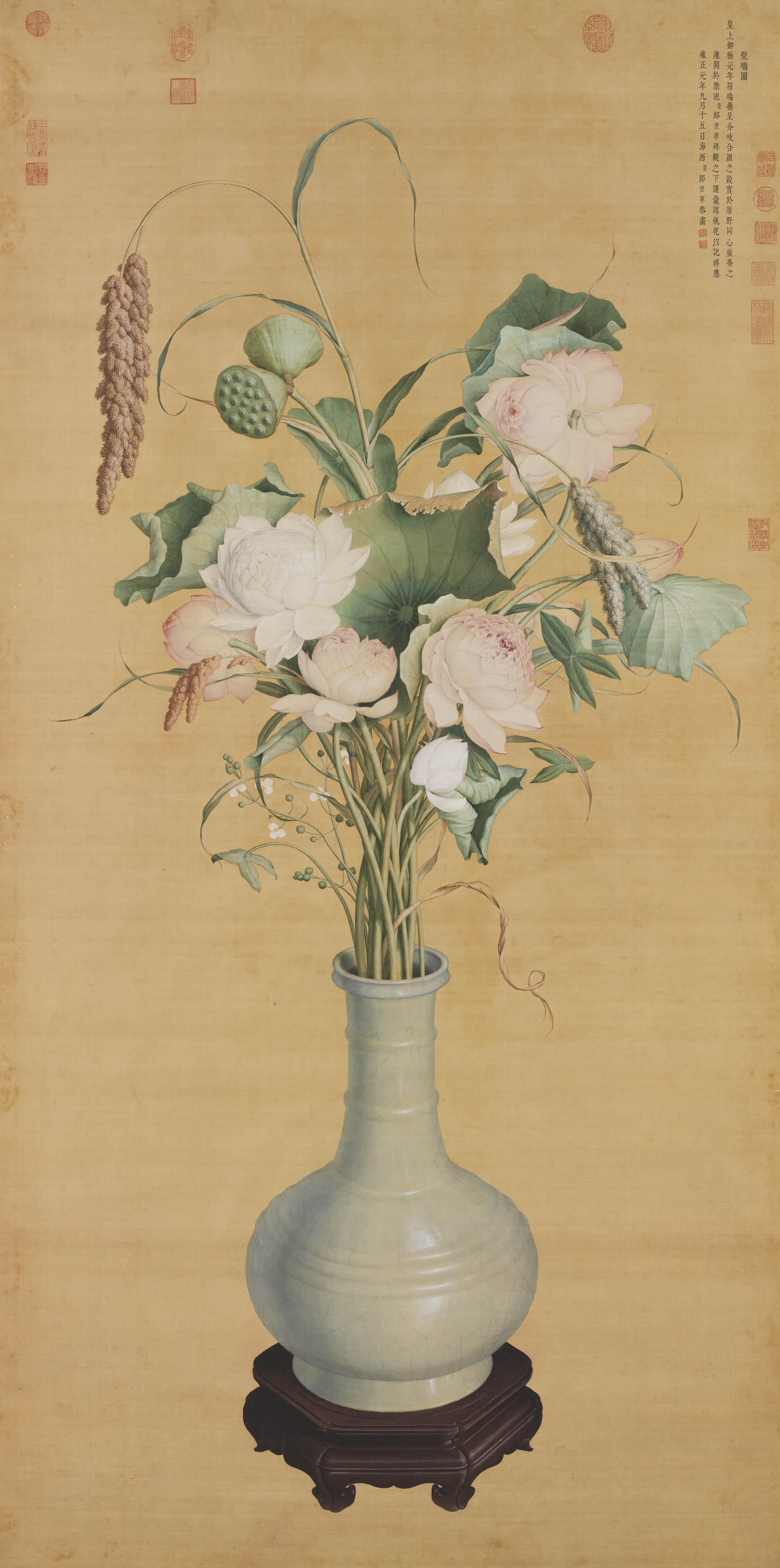
聚瑞図
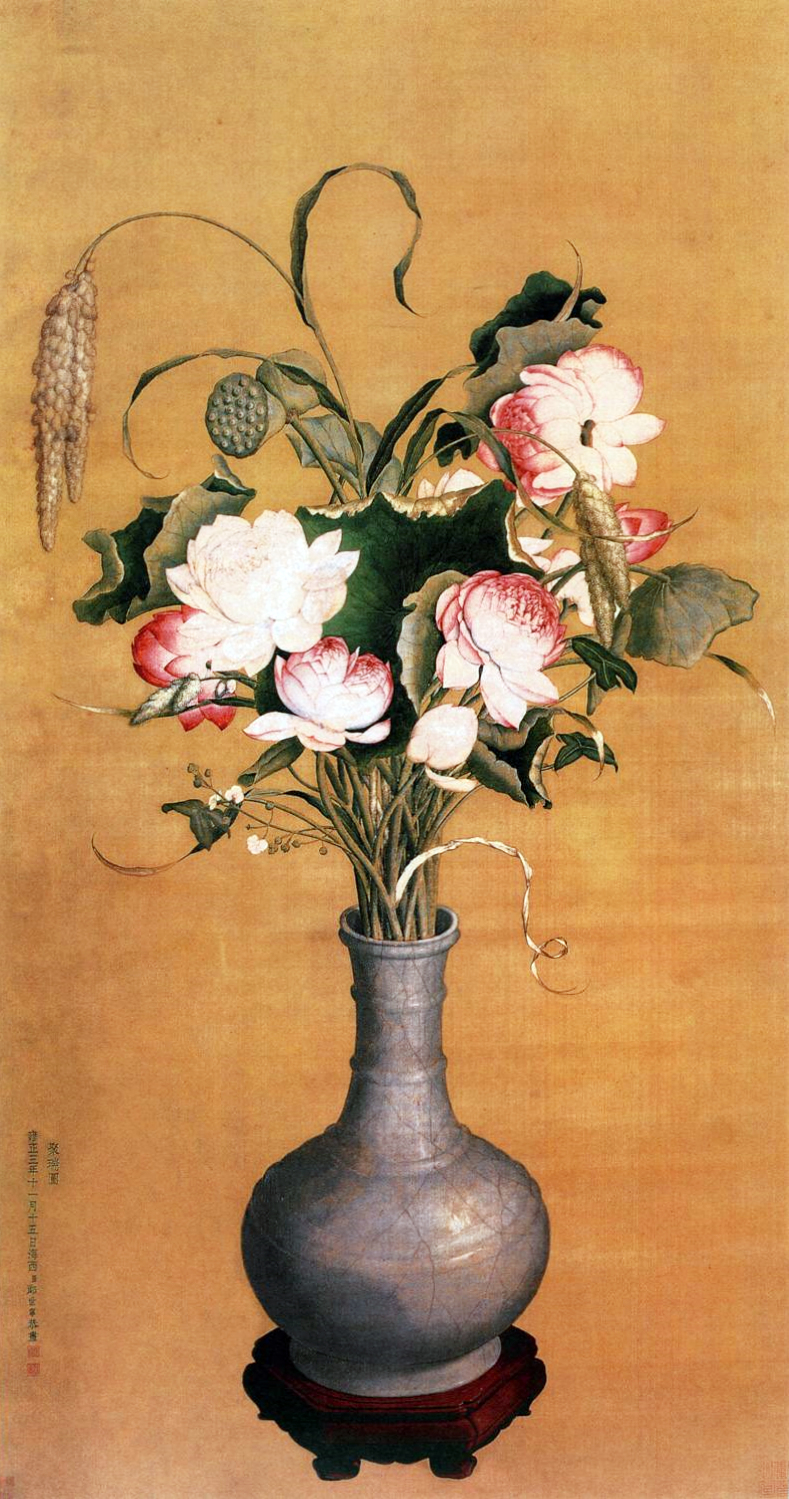
聚瑞図
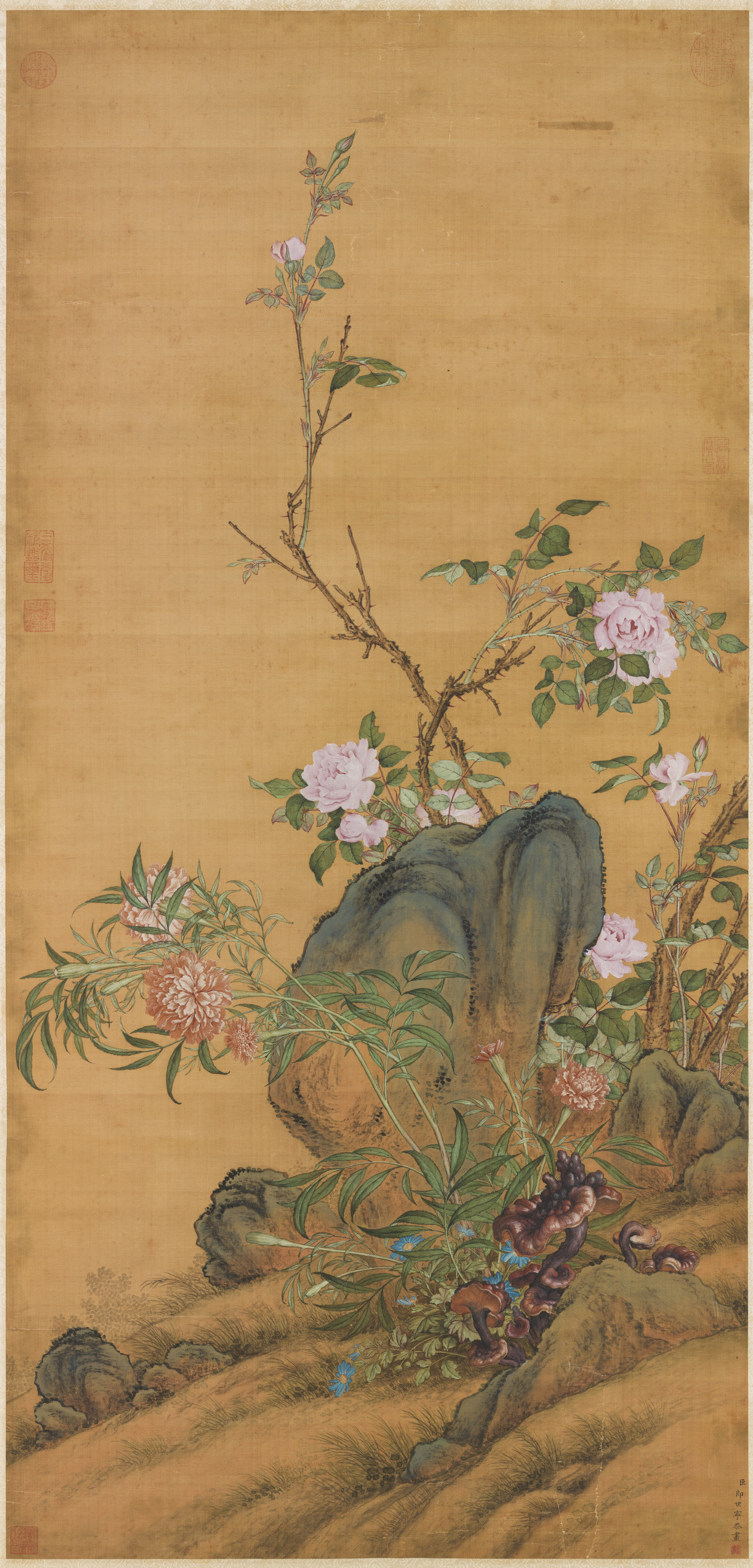
万寿長春図
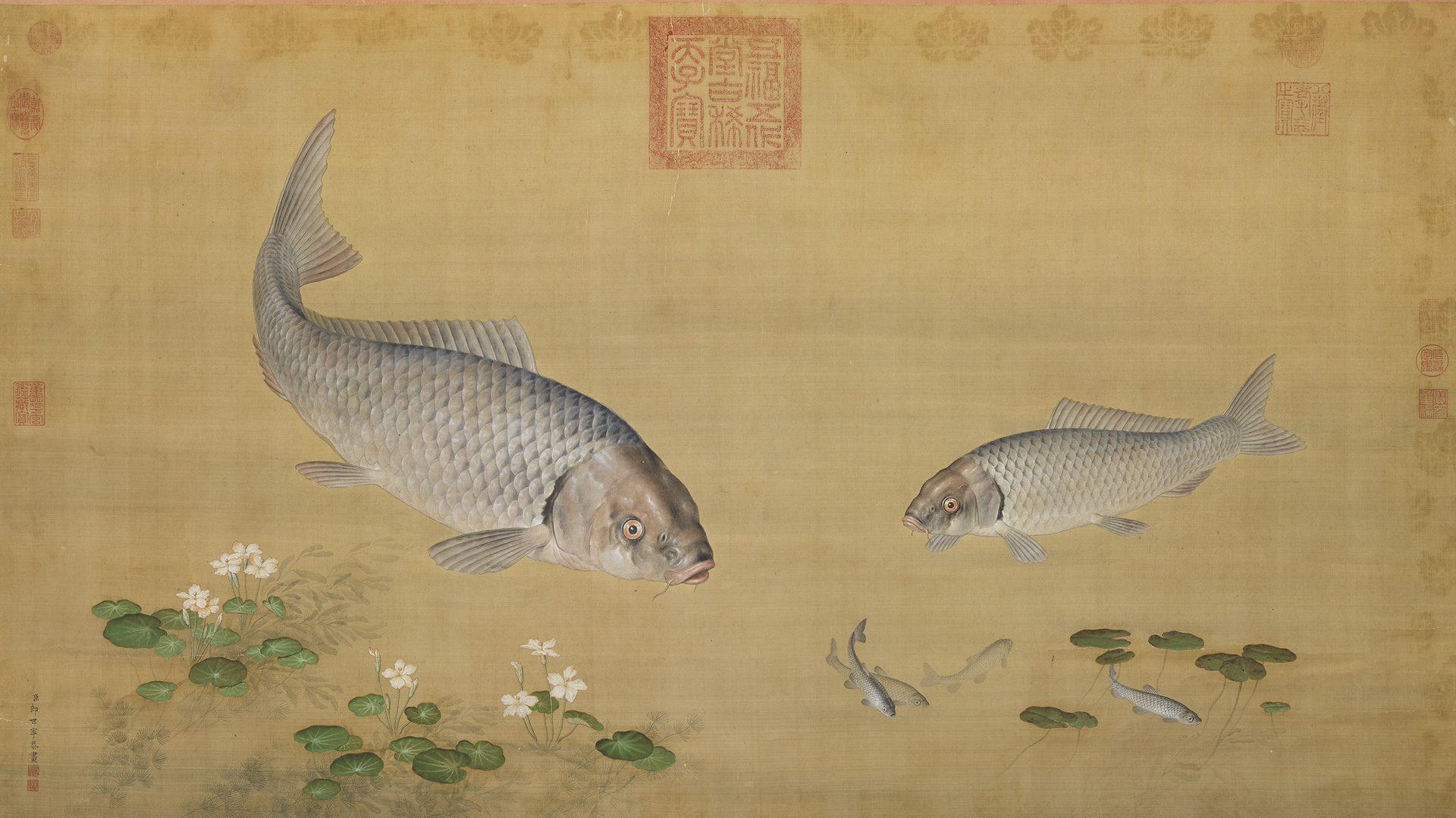
魚藻
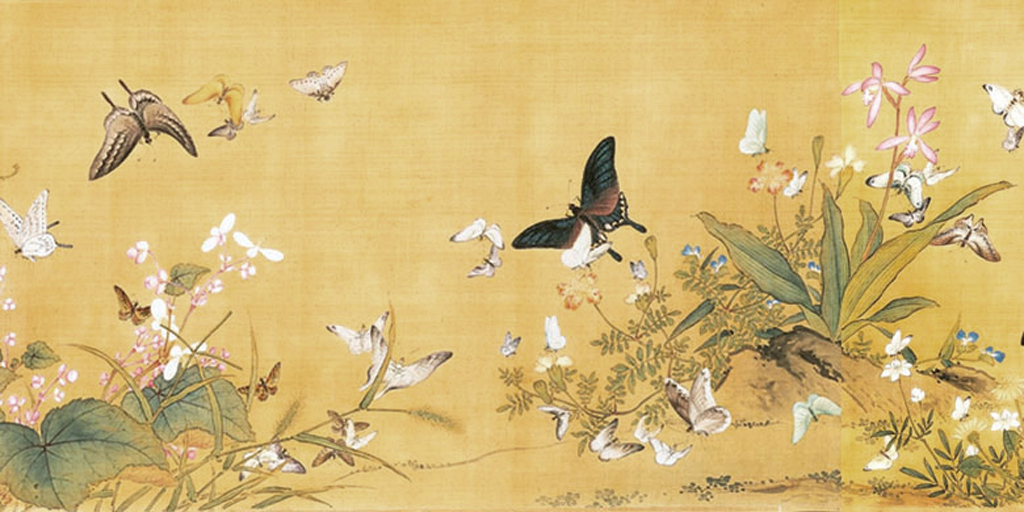
百蝶図
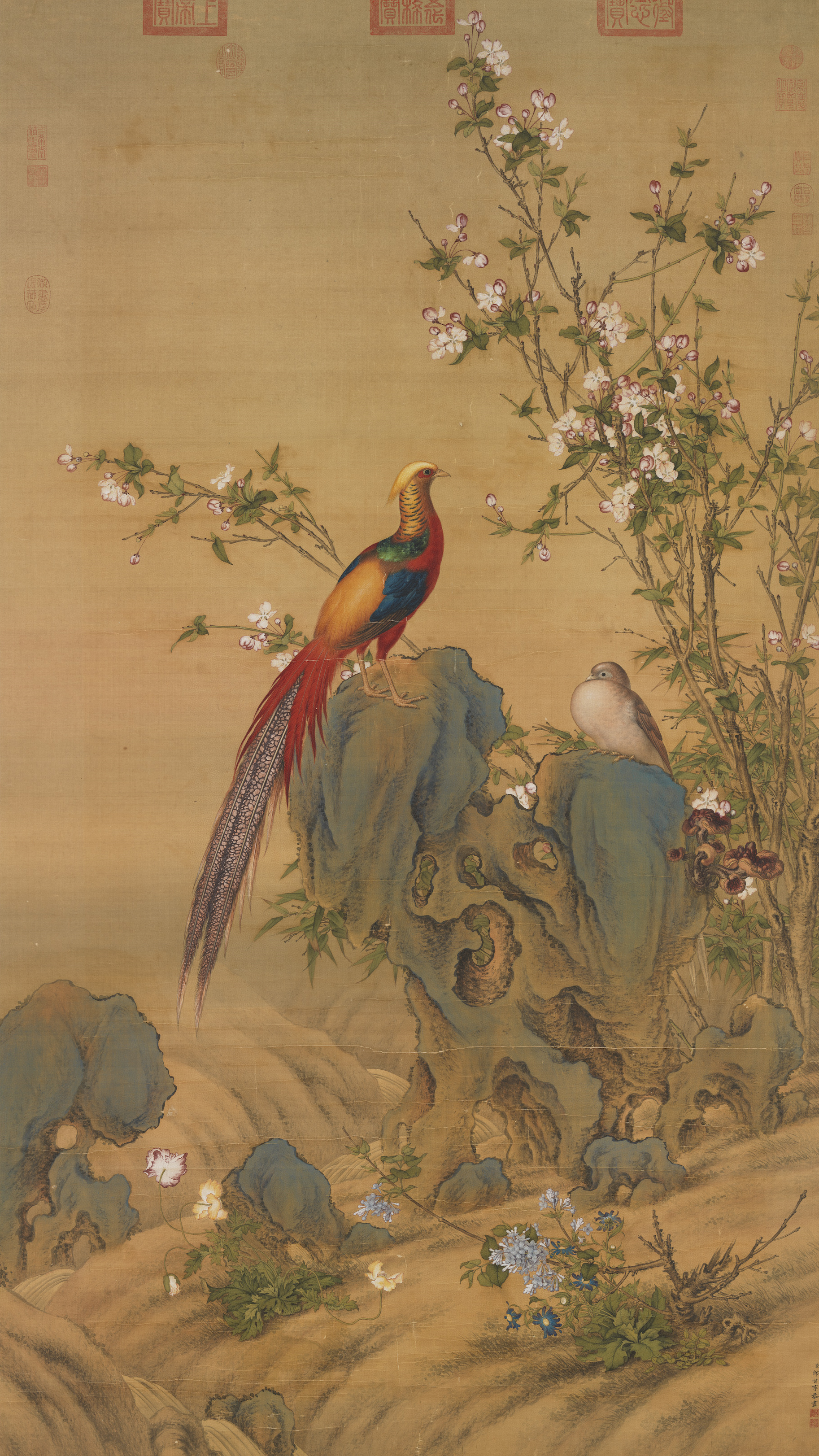
錦春図
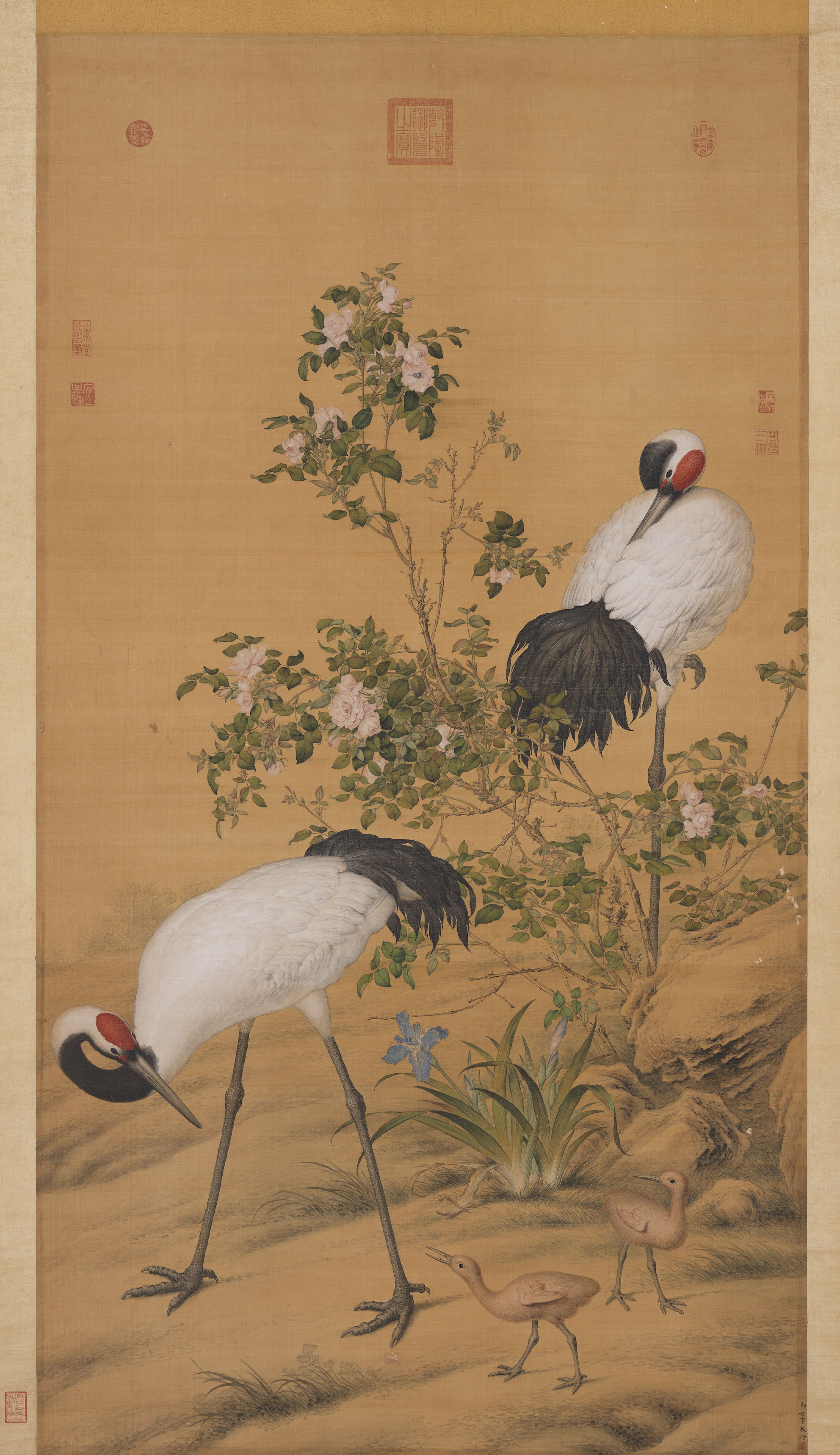
花陰双鶴図
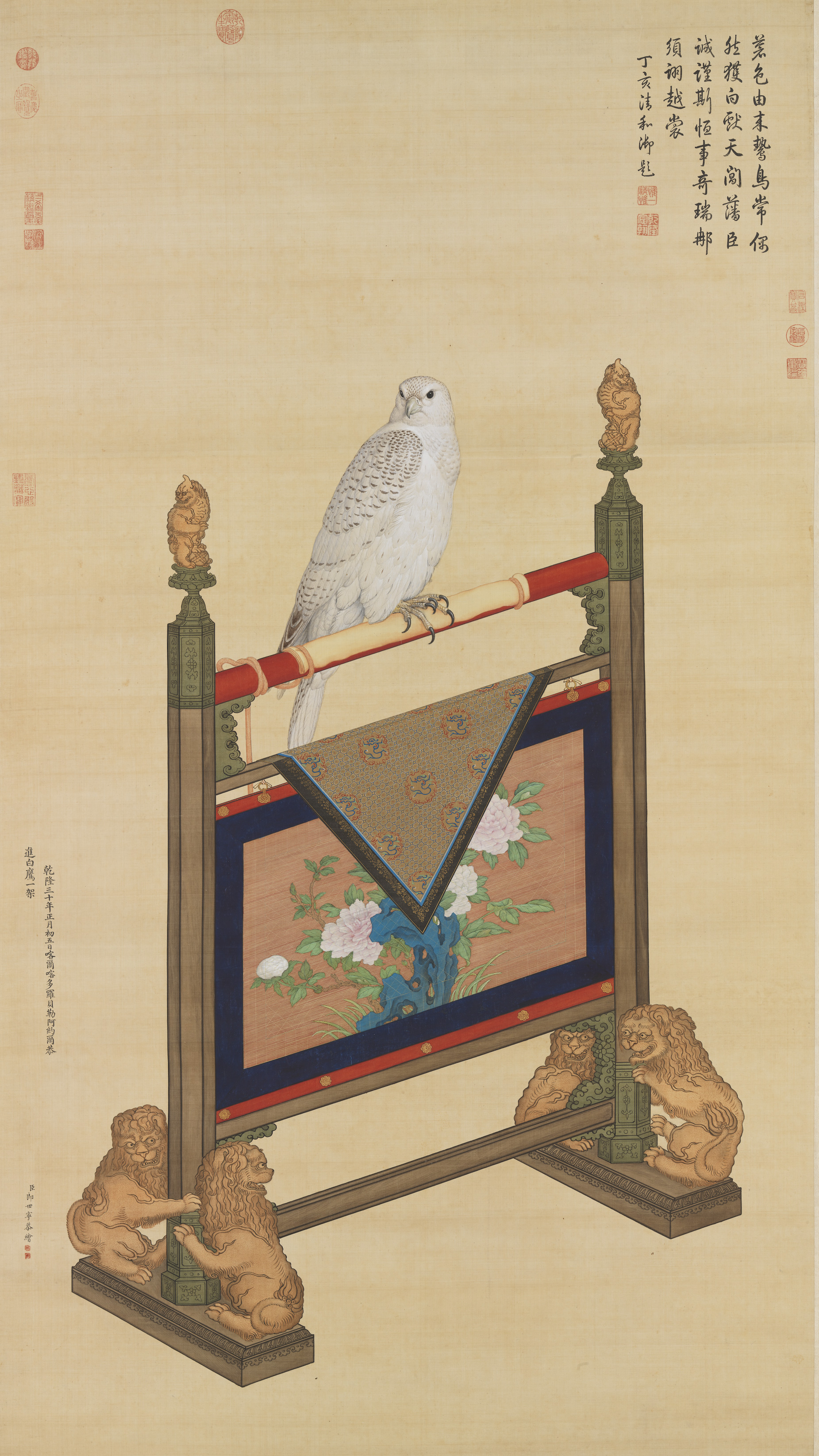
白鷹
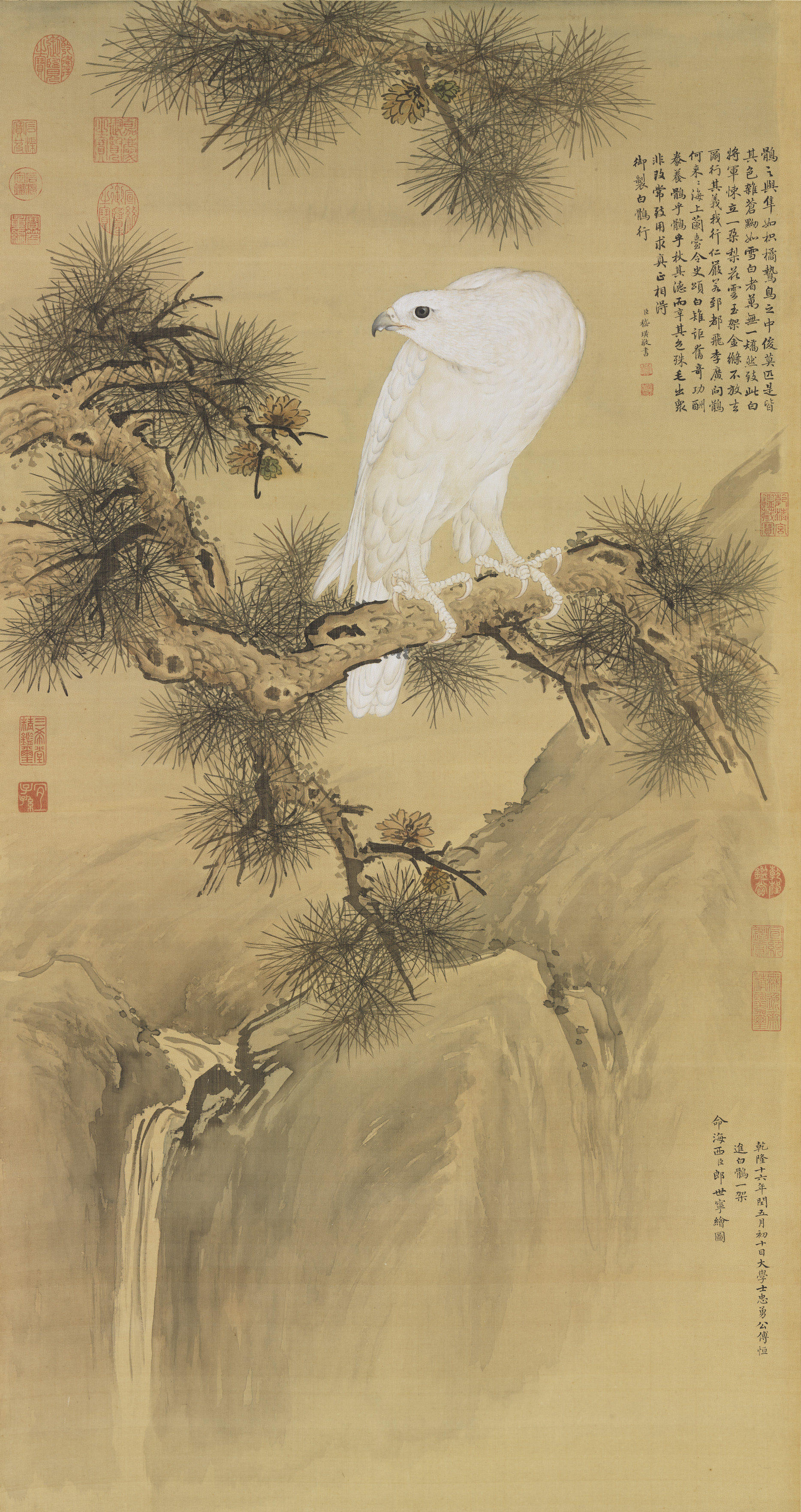
白鶻図
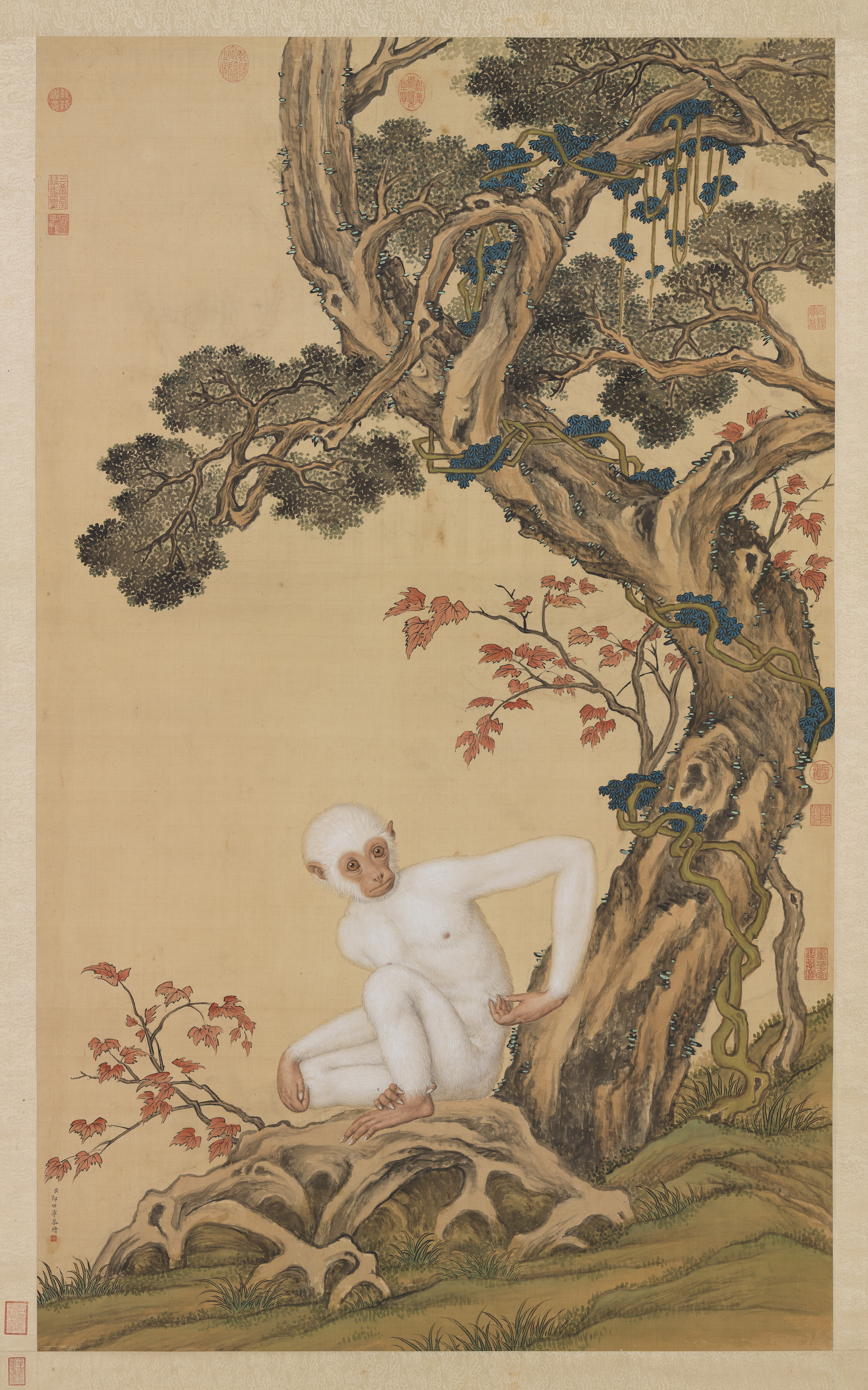
白猿図
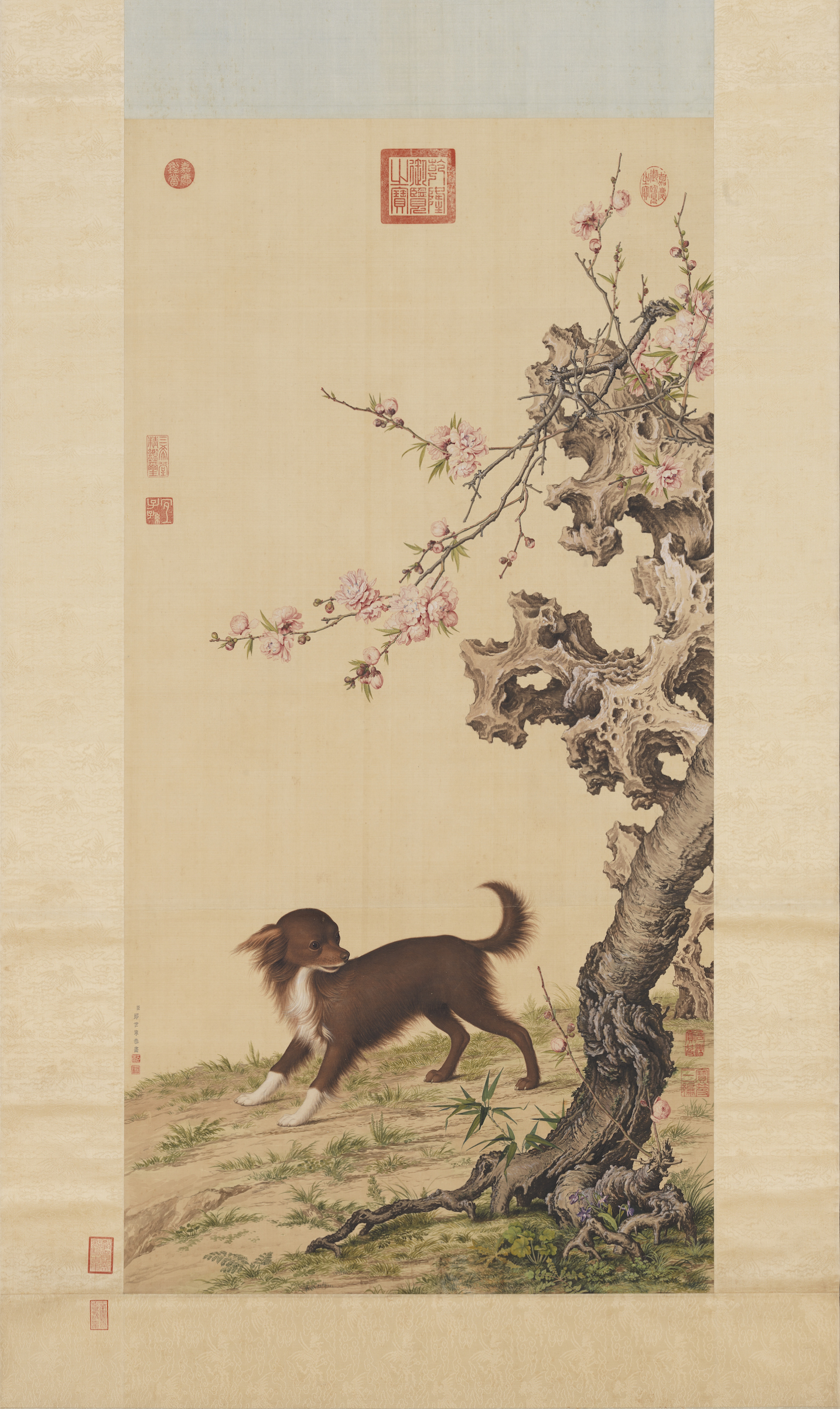
花底仙尨図
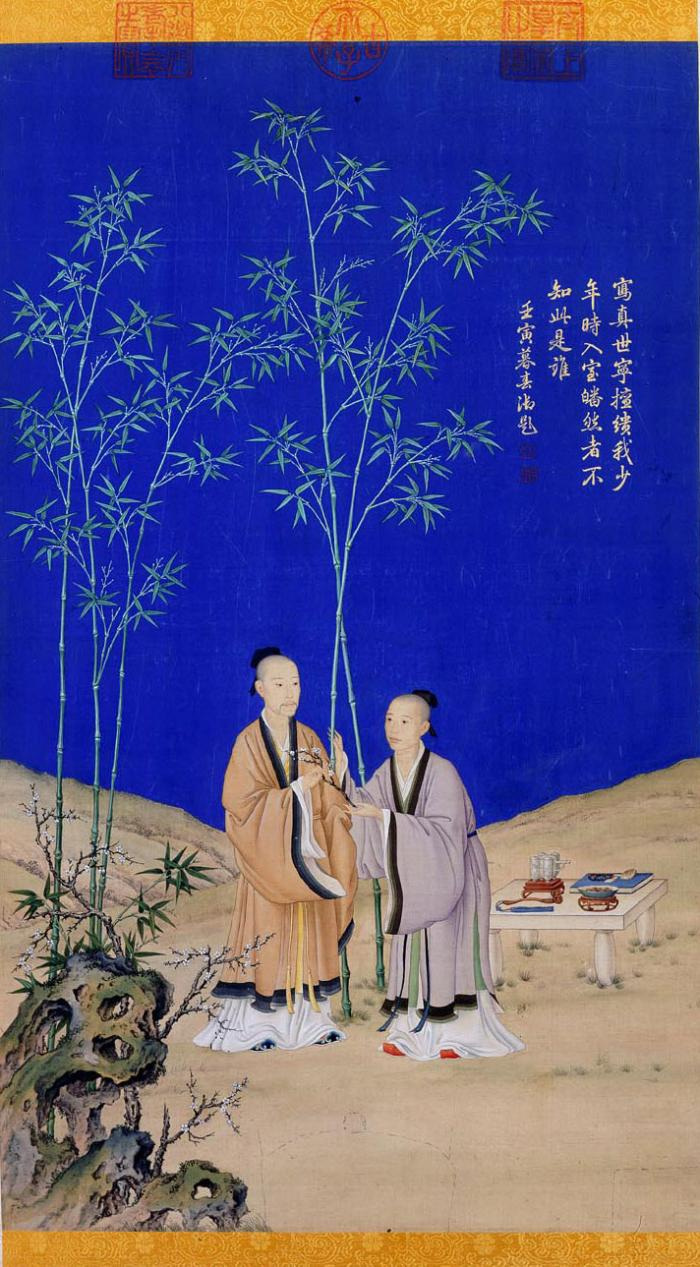
平安春信図
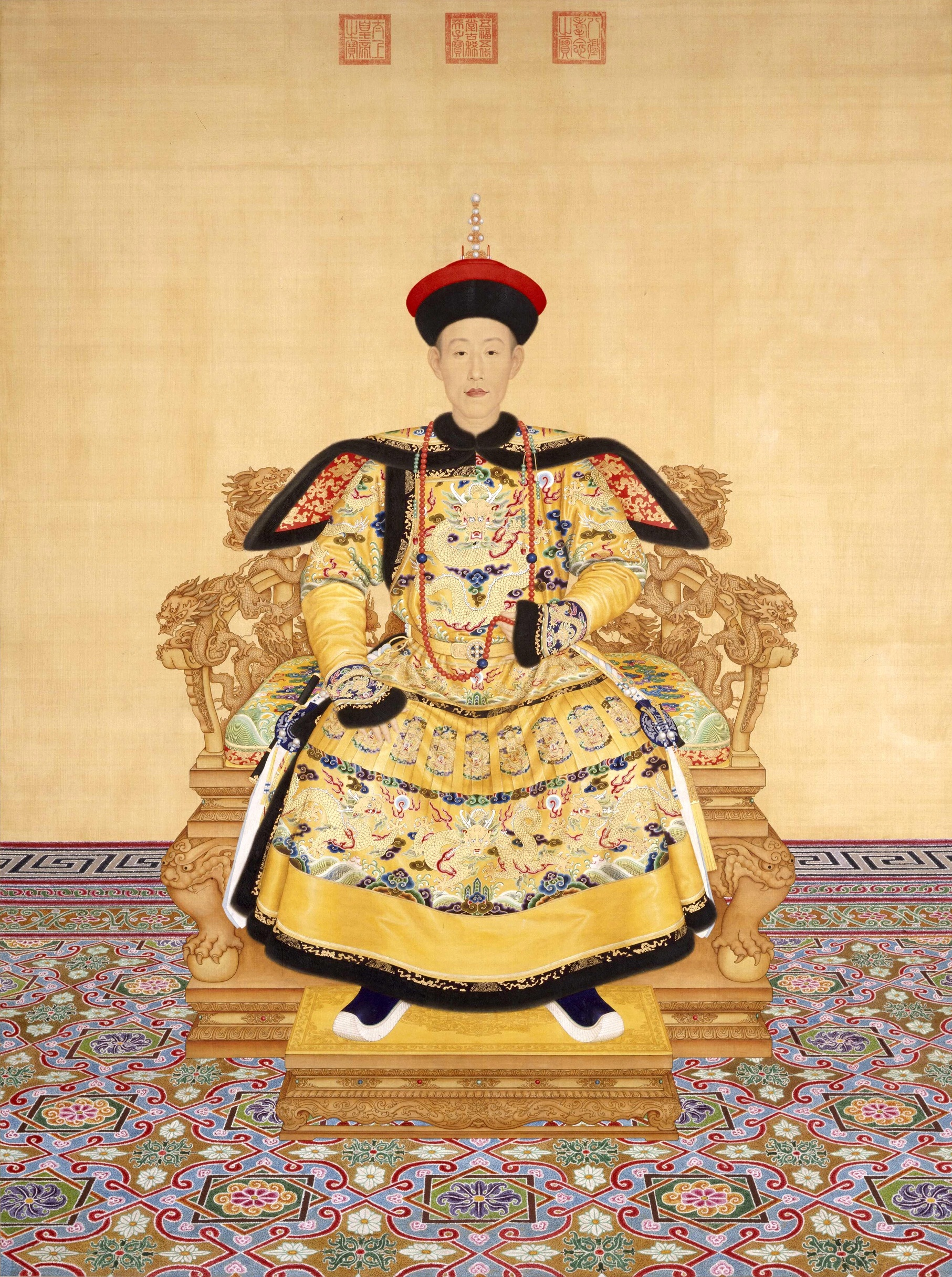
乾隆帝朝服像
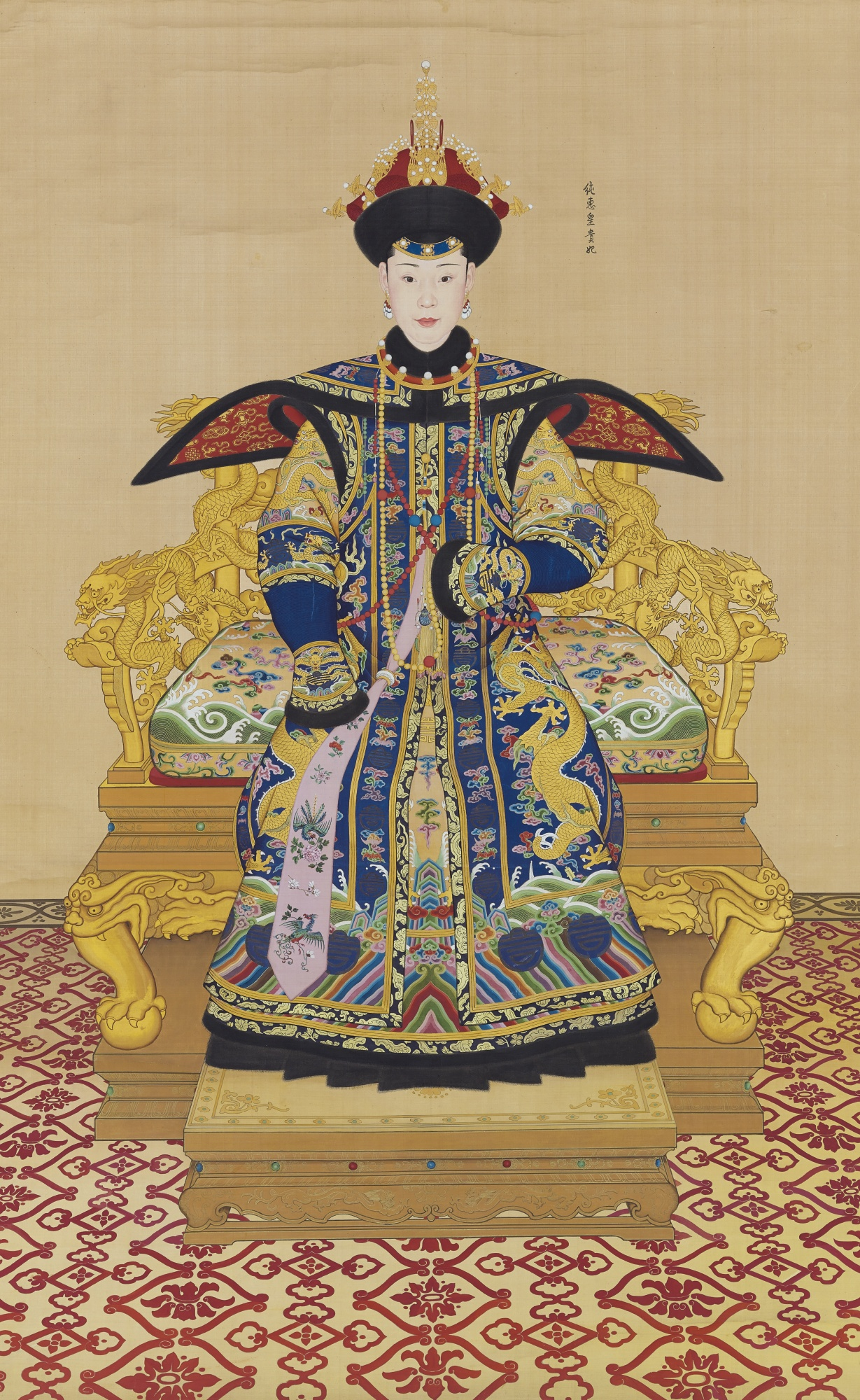
皇貴妃朝服像
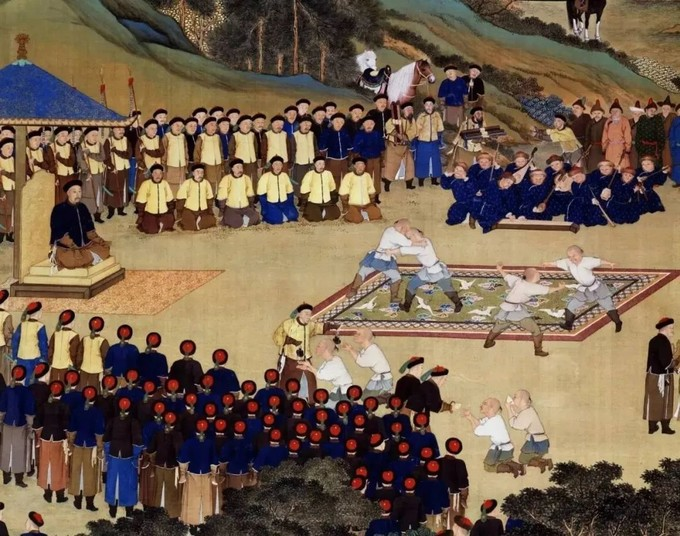
塞宴四事図

## 関連文献
- Ishida, Mikinosuke (1960). “A biographical study of Giuseppe Castiglione (Lang Shih-ning), a Jesuit painter in the court of Peking under the Ch'ing Dynasty”. 東洋文庫欧文紀要 19:  79-121.

## 日本語文献
- 王凱『紫禁城の西洋人画家　ジュゼッペ・カスティリオーネによる東西美術の融合と展開』 大学教育出版（岡山）2009年
- 王凱『苦悩に満ちた宮廷画家 郎世寧による異文化の受容と変貌』 大学教育出版、2010年
- 中野美代子『カスティリオーネの庭』文藝春秋、1997年／講談社文庫、2012年。小説
- 『清　世界美術大全集 東洋編 9巻』小学館、1998年 - 大型本の解説を参照。
- 『郎世寧全集』 2巻組、聶崇正・王凱編、科学出版社東京（国書刊行会）、2015年
- 石田幹之助「郎世寧小傳稿」- 日本大学人文科学研究所紀要第1号（1959年）研究紀要

## 登場作品
テレビドラマ
- 宮廷画師 郎世寧（2006年、中国、演：大山）

小説
蒼穹の昴　浅田次郎